# Dorsum Heim
Der Dorsum Heim ist ein Dorsum auf dem Erdmond. Seine Koordinaten sind 32° N / 29° 48' W, und er ist ungefähr 148 km lang. Er wurde 1976 nach dem schweizerischen Geowissenschaftler Albert Heim benannt. Der Name wurde von der IAU an deren Generalversammlung in Grenoble genehmigt.